# (7091) Maryfields
(7091) Maryfields ist ein Asteroid des inneren Hauptgürtels, der am 1. Mai 1992 vom US-amerikanischen Astronomen Kenneth Lawrence und seiner Kollegin Eleanor Helin am Palomar-Observatorium (IAU-Code 675) auf dem Gipfel des Palomar Mountain etwa 80 Kilometer nordöstlich von San Diego entdeckt wurde.
Der Himmelskörper wurde am 2. November 2019 nach der afroamerikanischen Star-Route-Postkutschen-Zustellerin Mary Fields (1832–1914) benannt, die als erste afroamerikanische Frau für den U. S. Postal Service arbeitete.